# Politico
Politico és un setmanari especialitat en política que disposa d'una edició a Washington i des del 2015 amb una edició a Brussel·les. Va ser fundat per John Harris, actual redactor en cap. El seu editor en cap és Matt Kaminski.

## Redaccions
- Estats Units: En Matt Kaminski fou nomenat editor en cap en 2018[1] en substitució de John Harris.

- Europa: Per a la seva versió europea compta amb corresponsals provinents del Washington Post i The Economist. El desembre de 2014 es va fer pública una col·laboració amb Axel Springer SE, editora del diari alemany Bild per publicar Politico Europe basat a Brussel·les, que va iniciar la seva publicació en abril de 2015,[2] de la que és editor en cap des de 2019 Stephen Brown en substitució del fundador John Harris.[3]

## Cultura popular
- El setmanari és citat freqüentment en sèries com House of Cards.[4]